# Szkło rubinowe

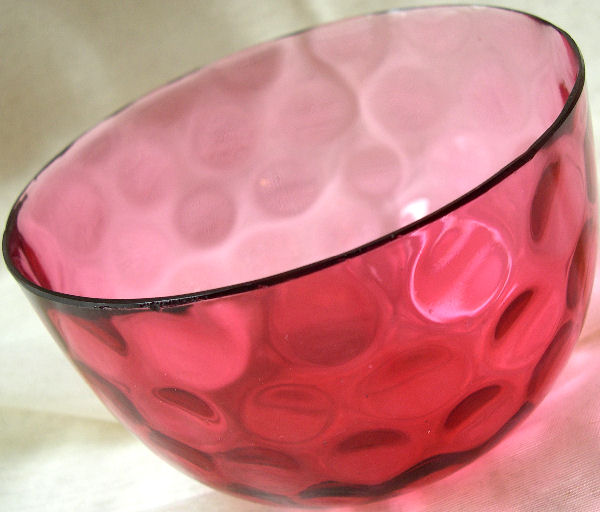
Dawna miseczka ze szkła rubinowego

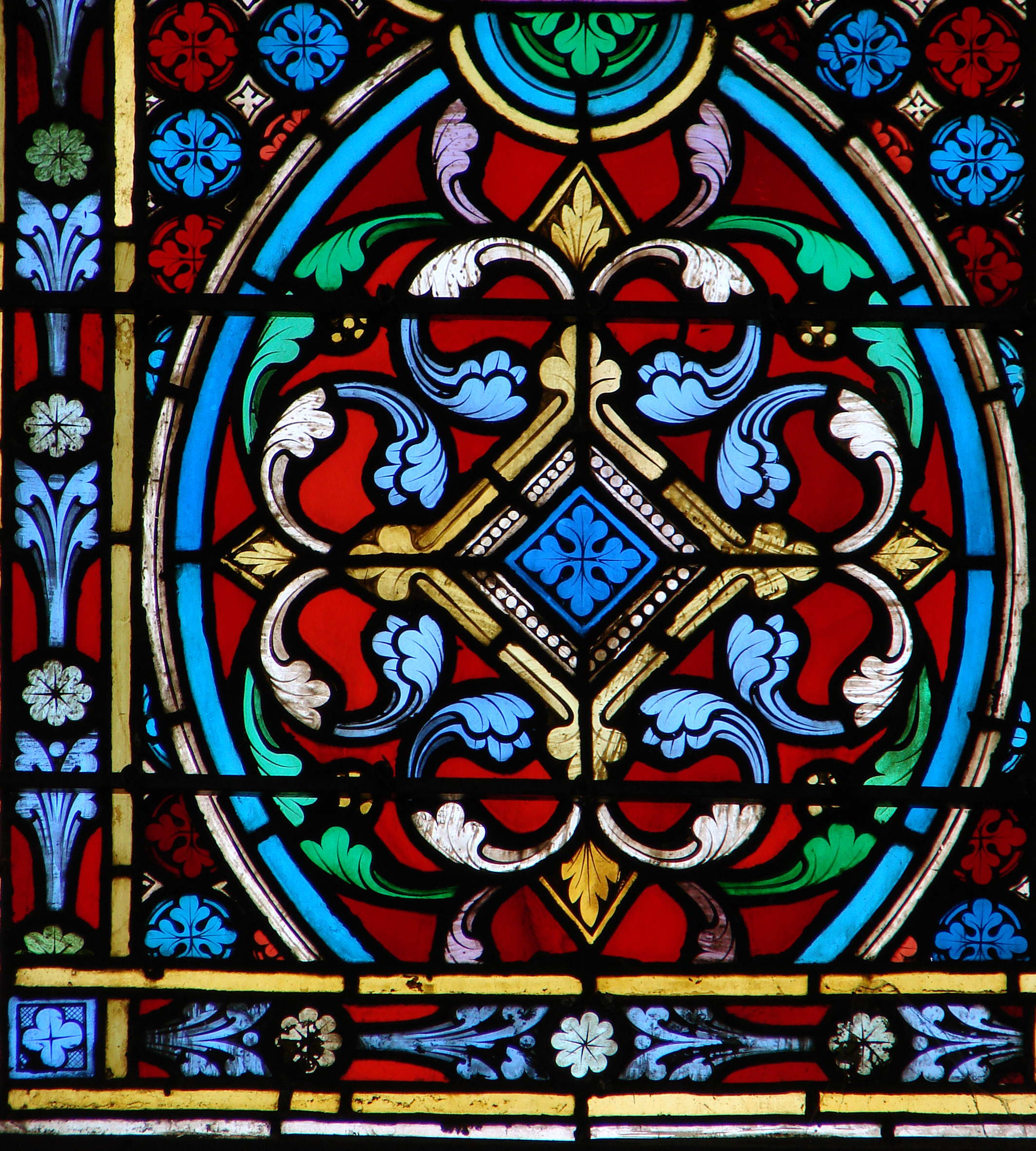
Witraż w Katedrze w Meux

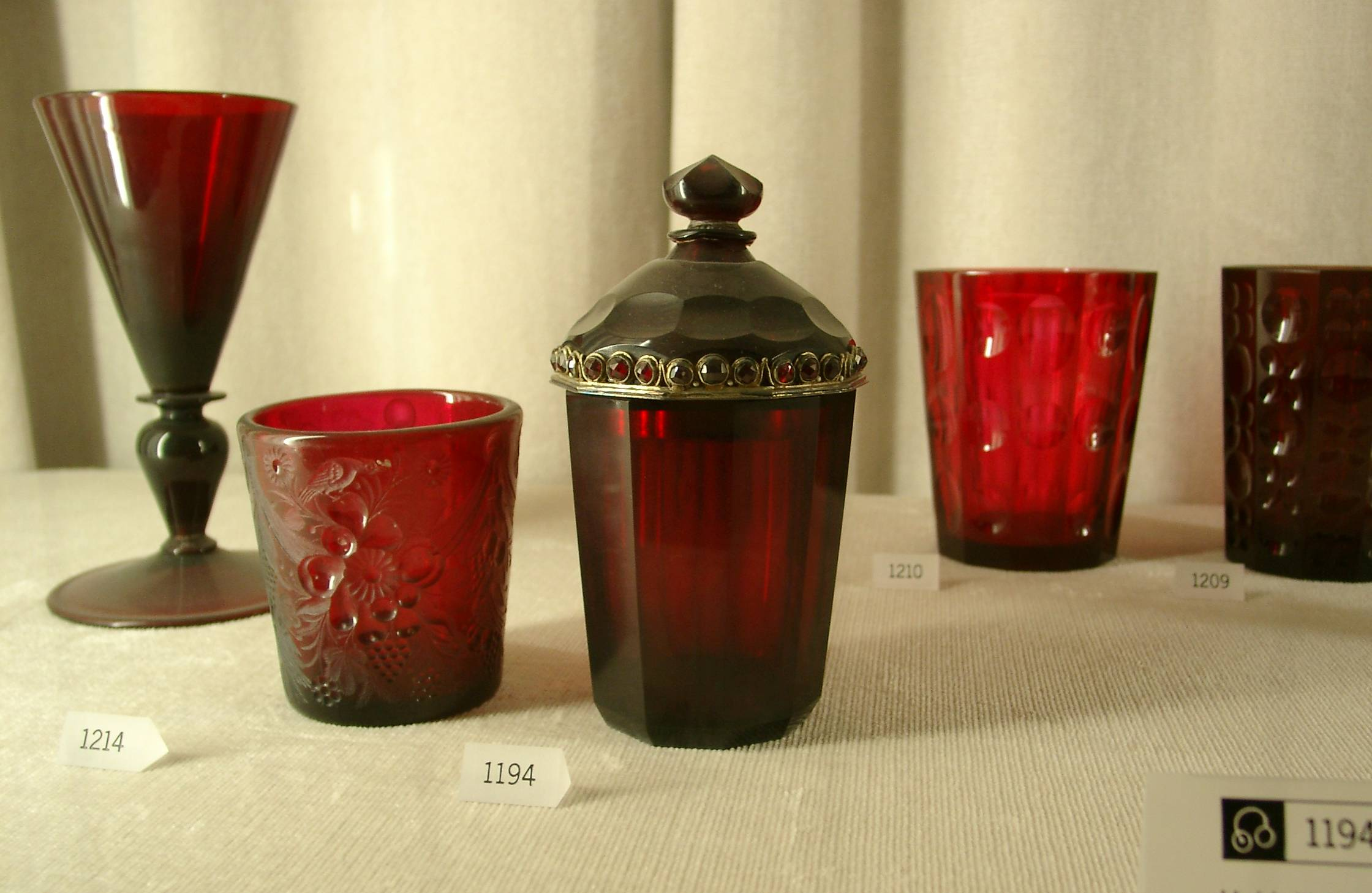
Szkło rubinowe wytworzone przez Kunckela

Szkło rubinowe – rodzaj czerwonego szkła artystycznego, które oryginalnie zawdzięczało swoją barwę cząstkom silnie zdyspergowanego złota.

## Historia
Za najstarsze szkła rubinowe uznaje się tzw. „rubiny miedziowe” (szkła otrzymywane jako żużel przy wytapianiu miedzi), które były wytwarzane już w Asyrii, Starożytnym Egipcie i Starożytnym Rzymie. Według innych źródeł najstarszym znanym wyrobem z czerwonego szkła jest puchar Likurga, datowany na IV w. n.e., zawierający zarówno cząstki złota, jak i srebra. Przez wieki czerwone szkło było wykorzystywane w witrażach. Znana technika wyrobu „rubinu złotego” została opracowana ok. roku 1670 w Poczdamie przez Johanna Kunckela, chemika pochodzącego z rodziny zajmującej się wytwarzaniem szkła (zobacz: Pawia Wyspa). Wyniki jego doświadczeń zostały opublikowane w Ars Vetraria Experimentalis w 1679. W 1685 Andreas Cassius wydał swoją pracę De Auro, w której opisał proces wytwarzania czerwonego szkła przy użyciu mieszaniny HAuCl4 i SnCl2, nazwanej później purpurą Kasjusza. Największą popularność czerwone szkło zdobyło w XIX w., w okresie wiktoriańskim.
W XX w. Frederick Carder opracował technikę wyrobu czerwonego szkła przy użyciu mieszaniny siarczku cynku i selenku kadmu. W 1925 Richard Zsigmondy otrzymał nagrodę Nobla w dziedzinie chemii za wyjaśnienie mechanizmu nadawania czerwonego koloru przez cząstki koloidalnego złota (stwardniałe szkło jest koloidem stałym, w którym złoto jest rozproszone w szkle). Barwa tego układu koloidalnego jest wynikiem dwóch zjawisk optycznych – absorpcji światła i jego rozpraszania (zobacz: efekt Tyndalla). Zależy m.in. od wielkości i kształtu cząstek fazy zdyspergowanej (koloidy złota mogą mieć różną barwę).

## Produkcja
Szkło rubinowe wytwarzane np. jest poprzez dodanie chlorku złota(III) do stopionego szkła. Chlorek złota jest przygotowywany przez rozpuszczenie złota w wodzie królewskiej. Czasami dodawane są małe ilości cyny w postaci chlorku cyny(II), który pełni rolę reduktora i inne składniki.
Złoto metaliczne, powstające w stopionym szkle w wyniku dysocjacji chlorku, ma rozdrobnienie atomowe (pyrozol). Po szybkim ochłodzeniu otrzymywane są struktury silnie przechłodzone – szkła bezbarwne lub jasnożółte. Przy innych szybkościach chłodzenia dochodzi do koagulacji – powstawania agregatów o różnych wielkościach, zależnych od warunków procesu. Gdy wielkość cząstek złota osiąga 10 nm szkło staje się różowe, a kolor purpurowy pojawia się, gdy agregaty mają wielkość ok. 20 nm (dalszy wzrost agregatów powoduje nasilanie się odcienia fioletowego).
„Złote szkło rubinowe” jest wyrabiane na niewielką skalę, ze względu na wysoką cenę złota i trudny proces produkcji. Wyroby szklane są zazwyczaj wydmuchiwane lub kształtowane ręcznie.
Poza rubinem miedziowym i rubinem złotym znane są inne rodzaje szkła o podobnym zabarwieniu, np. rubin selenowy i rubin antymonowy. Rubin selenowy, zaproponowany przez Aleksandra Landę, został użyty do budowy gwiazd posadowionych na szczytach wież soborów kremlowskich.

## Zastosowanie
Szkło rubinowe jest używane przede wszystkich w celach dekoracyjnych, do wyrobu ozdobnych naczyń, przedmiotów i witraży. Wyroby ze szkła rubinowego osiągają wysokie ceny i są cenione przez kolekcjonerów.